# Mika Vainio

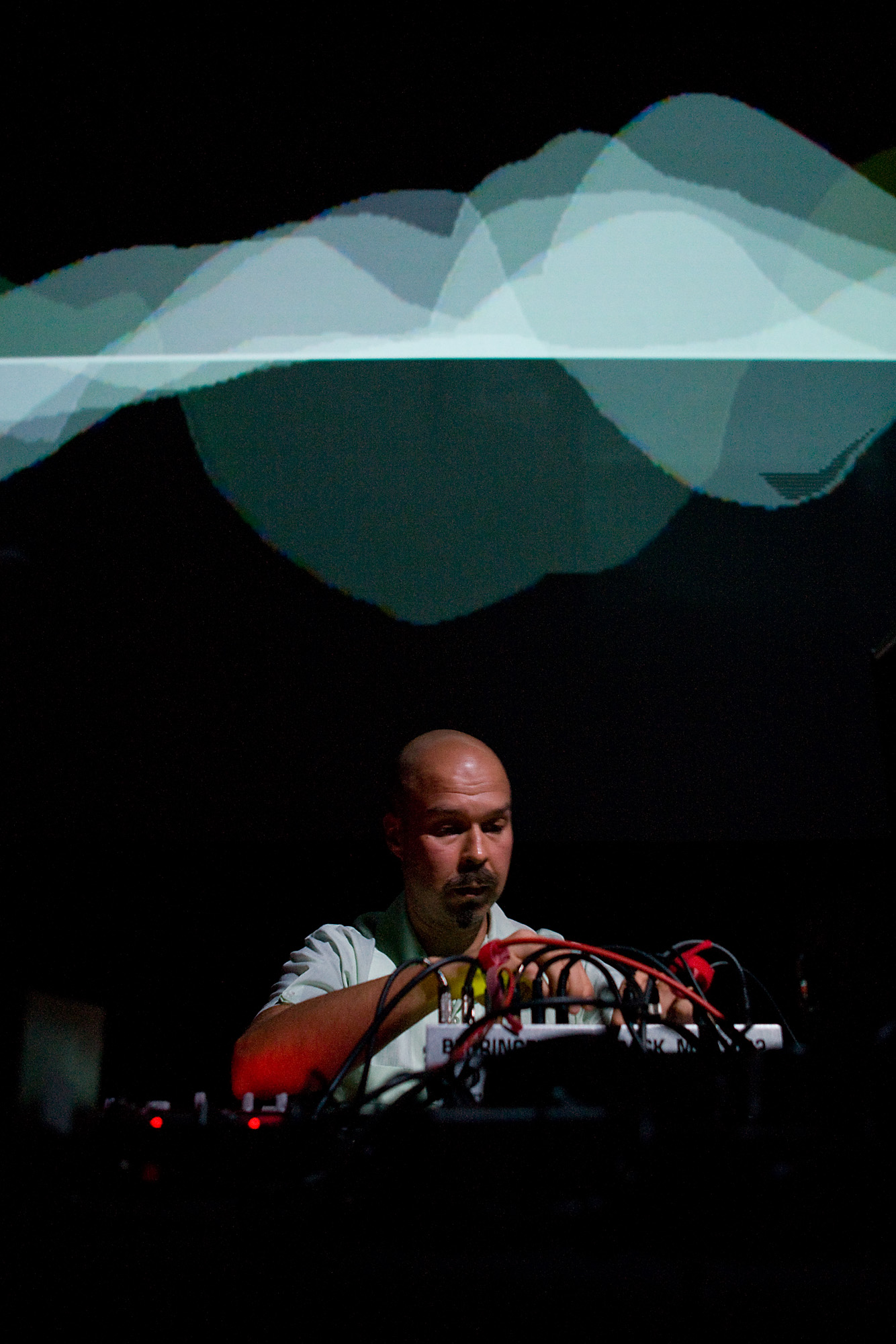
Vainio bei einem Auftritt 2006

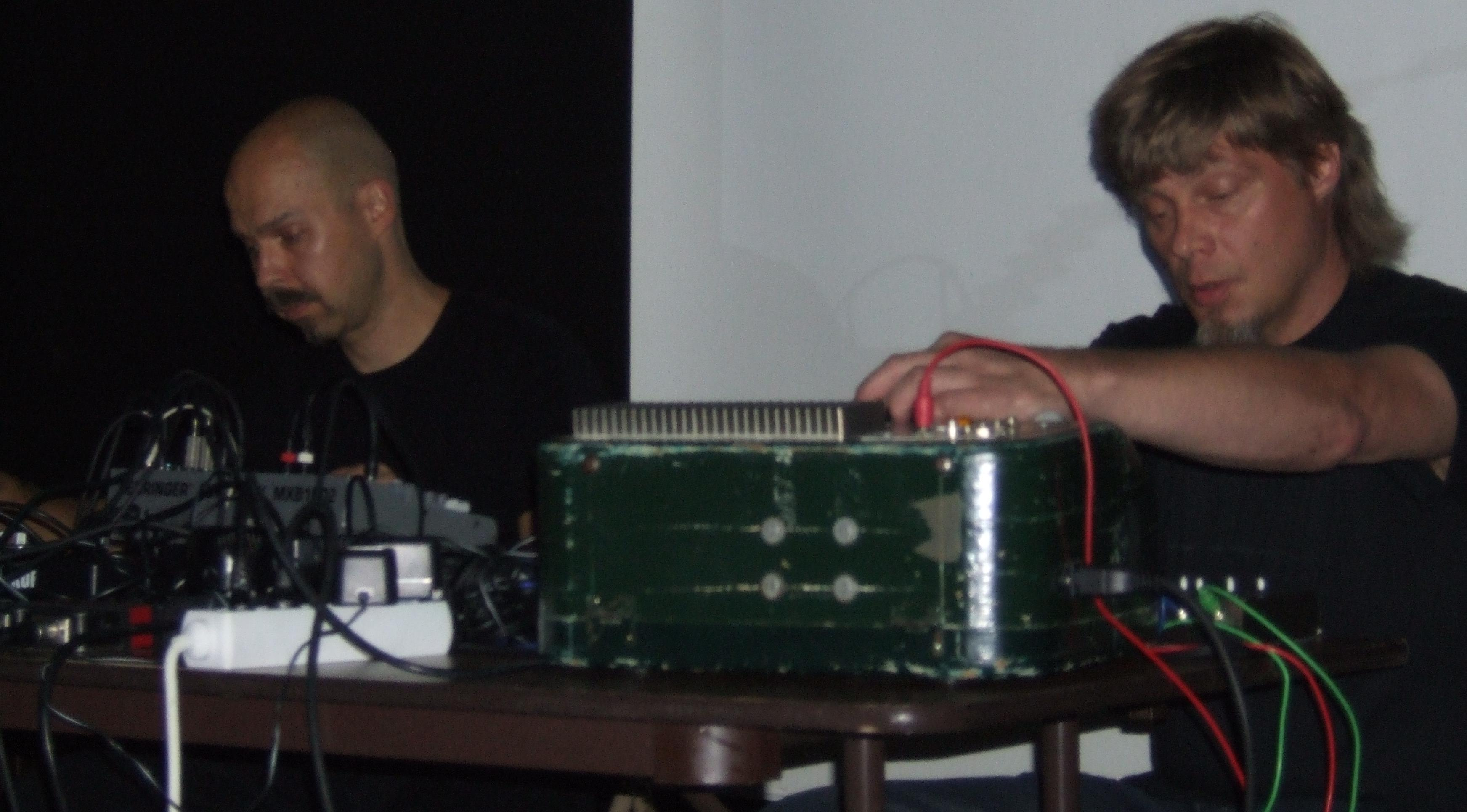
Vainio (links) mit Väisänen bei einem Pan-Sonic-Auftritt 2006

Mika Tapio Vainio (* 15. Mai 1963 in Helsinki; † 12. April 2017 in Trouville-sur-Mer, Frankreich) war ein finnischer Musiker im Bereich der elektronischen Musik. Seine Werke sind vor allem den Genres Minimal Techno und Ambient zuzurechnen. Er veröffentlichte solo unter seinem bürgerlichen Namen und Pseudonymen wie Ø, Kentolevi, Philus und Tekonivel sowie gemeinsam mit Ilpo Väisänen als Pan Sonic (früher Panasonic).

## Lebenslauf
Vainio wurde in Helsinki als einer von zwei Söhnen eines Bankmitarbeiters und einer Krankenschwester geboren. Als er ein Teenager war, zog seine Familie zunächst nach Lappland und ließ sich dann ein paar Jahre später in Turku nieder, wo Vainio aufwuchs.
In den 1980er Jahren spielte er zunächst Schlagzeug und später Synthesizer in verschiedenen Bands der finnischen Industrial- und Noise-Szene. Von 1983 bis 1985, als Vainio hauptberuflich noch in einem Schlachthaus arbeitete, war er mit Janne Koski und Tapio Onnela in der Industrialband Gagarin-Kombinaatti aktiv. Ab 1985 trat er als DJ auf und legte unter zunächst Industrial und Hip-Hop, später vor allem Acid House auf. Gemeinsam mit Tommi Grönlund und Esko Routamaa organisierte er unter dem Namen Hyperdelic Housers im Sommer 1989 den ersten finnischen Rave. Gemeinsam mit Pertti Grönholm gründete Vainio 1991 das Projekt Corporate 09.
Bereits um das Jahr 1987 hatte Vainio in der Kunst- und Technoszene Turkus Ilpo Väisänen kennengelernt, der zu dieser Zeit ebenfalls als DJ aktiv war. Beide gründeten im Sommer 1993 die Gruppe Panasonic, deren erste EP 1994 auf dem von Tommi Grönlund gegründeten Label Sähkö Recordings erschien. 1994 stieß Sami Salo zur Gruppe. Bereits im Jahr zuvor hatte Vainio mit Röntgen und Kvantti seine beiden ersten EPs unter dem Pseudonym Ø ebenfalls auf Sähkö veröffentlicht. Neben seinen Arbeiten mit Panasonic veröffentlichte er zahlreichen Solo-Alben sowie Kooperationen mit Carsten Nicolai, Fennesz, Christian Zanési, John Duncan oder Sean Booth von Autechre. 1997 ließ er sich in London nieder, zog im folgenden Jahr aber bereits nach Barcelona.
Im Jahr 1998 erschien unter dem Projektnamen Vainio / Väisänen / Vega als Kooperation mit Väisänen und dem Suicide-Sänger Alan Vega das Album Endless. 1999 veröffentlichte er als einer von 12 Künstlern einen Teil der Reihe 20’ to 2000 – twelve releases about the cutting edge of the millenium auf dem deutschen Plattenlabel Raster-Noton. 2003 ließ sich Vainio in Berlin nieder.
Im Januar 2010 verkündeten Vainio und Väisänen, dass sie das Projekt Pan Sonic nach Erscheinen des Albums Gravitoni vorerst nicht mehr weiterverfolgen würden.
Neben seinen musikalischen Veröffentlichungen war Mika Vainio ab 1997 immer wieder künstlerisch tätig und realisierte zahlreiche Installationen. Diese Arbeiten sowie seine diversen Soundtracks (u. a. für Tanzprojekte) wurden im Buch Mika Vainio – Time Examined (Raster-Noton / r-n 109) erstmals chronologisch aufgeführt.
Zuletzt lebte Vainio mit seiner Partnerin Rikke Lundgreen in Oslo. Er starb im April 2017 während eines Urlaubs nach einem Sturz von einer Klippe in Nord-Frankreich.

## Diskographie (Auswahl)
Alben
- 1994: Ø – Metri (Sähkö Recordings)
- 1996: Ø – Olento (Sähkö Recordings)
- 1996: Kentolevi – Keimola (Cheap)
- 1997: Ø + Noto – Mikro Makro (Raster-Noton)
- 1997: Ø – Tulkinta (Sähkö Recordings)
- 1997: Mika Vainio, Pita & Charlemagne Palestine – Three Compositions For Machines (Staalplaat)
- 1997: Mika Vainio – Onko (Touch)
- 1998: Philus – Tetra (Sähkö Recordings)
- 1999: Mika Vainio – Ydin (Wavetrap)
- 2000: Mika Vainio – Kajo (Touch)
- 2001: Ø + Noto – Wohltemperiert (Raster-Noton)
- 2002: Vainio • Fennesz – Invisible Architecture #2 (Audiosphere)
- 2003: Mika Vainio – In The Land Of The Blind One-Eyed Is King (Touch)
- 2004: Christian Fennesz & Mika Vainio & Christian Zanési – GRM Experience (Signature / Radio France)
- 2005: Ø – Kantamoinen (Sähkö Recordings)
- 2005: John Duncan, Mika Vainio & Ilpo Väisänen – Nine Suggestions (Allquestions)
- 2006: Ø – Aste (Sähkö Recordings)
- 2006: Mika Vainio – Revitty [Torn] (Wavetrap)
- 2008: Ø – Oleva (Sähkö Recordings)
- 2009: Lucio Capece, Mika Vainio – Trahnie (Editions Mego)
- 2009: Mika Vainio – Time Examined (Raster-Noton)
- 2009: Mika Vainio – Aíneen Musta Puhelin / Black Telephone Of Matter (Touch)
- 2010: Mika Vainio – STATION 15, ROOM 3.064 Parts 1-5 (Atak)
- 2010: Mika Vainio, Kouhei Matsunaga, Sean Booth – 3. Telepathics Meh In-Sect Connection (Important Records)
- 2011: Mika Vainio, Vladislav Delay, Lucio Capece, Derek Shirley – Vladislav Delay Quartet (Honest Jon’s)
- 2011: Mika Vainio – Life... (It Eats you up) (Editions Mego)
- 2013: Ø – Heijastuva (Sähkö Recordings)
- 2012: Mika Vainio – Fe3O4 – Magnetite (Touch)
- 2013: Mika Vainio – Kilo (Blast First Petite)
- 2013: Mika Vainio / Joachim Nordwall – Monstrance (Touch)
- 2013: Äänipää (Mika Vainio / Stephen O’Malley) – Through a Pre-Memory (Editions Mego)
- 2013: Ø – Konstellaatio (Sähkö Recordings)
- 2014: Arne Deforce & Mika Vainio – Hephaestus (Editions Mego)
- 2015: Vainio & Vigroux – Peau Froide, Léger Soleil (Cosmo Rhythmatic)
- 2015: Joséphine Michel / Mika Vainio – Halfway to White (Touch)
- 2016: Mika Vainio – Mannerlaatta (iDEAL Recordings)
- 2017: Mika Vainio – Reat (Elektro Music Department)
- 2018: Mika Vainio, Ryoji Ikeda & Alva Noto – Live 2002 (Noton)
- 2018: Mika Vainio – Lydspor One & Two (Moog Recordings Library)
- 2019: Joséphine Michel & Mika Vainio – The Heat Equation (Touch)
- 2020: Charlemagne Palestine, Mika Vainio, Eric Thielemans – P V T on Matière Mémoire
- 2020: Ø – Kiteet (Sähkö Recordings)
- 2021: Mika Vainio – Last Live (Cave12/Editions Mego)